# Cap Gray
Cap Gray (en anglais : Cape Gray) est un cap rocheux qui forme l'entrée est de la baie du Commonwealth sur la Côte de George V en Antarctique.
Il a été découvert par l'expédition antarctique australasienne (1911-1914) de Douglas Mawson et ce dernier l'a nommé d'après Percival Gray (en), l'un des membres de l'expédition.